# FANTASTIC BABY
「FANTASTIC BABY」（ファンタスティック ベイビー）は、BIGBANGの楽曲。
韓国語版は2012年2月29日発売の韓国6thミニアルバム｢ALIVE｣に初収録された。日本語版は2012年3月28日発売の日本4thアルバム｢ALIVE」に初収録された。

## 特徴・評価・反応
騒々しく、ダイナミックなEDM曲。「Wow fantastic baby」や「Boom shaka-laka」など、多数のフックやキャッチフレーズが組み込まれている。
「FANTASTIC BABY」はローリング・ストーンとビルボードから「史上最高のボーイズバンドソングの1つ」と名付けられた。また、ビルボードに「史上最大のK-POPヒット曲の1つ」として認められ、2013年にスミソニアンによって「韓国波が世界中に広まったハイライト」とされた。チャートでは、Gaon Digital ChartとBillboard World Digital Songsの2つで3位を獲得し、Billboard Japan Hot 100ではトップ10にランクインした。
2016年までにBIGBANGの母国である韓国で400万枚以上売り上げた「FANTASTIC BABY」は韓国で最も売れたシングルの1つになった。さらに、中国と日本で300万枚以上売り上げ、2015年8月に日本レコード協会からダブルプラチナ認定を受けた。

### ミュージックビデオ
ミュージックビデオは2012年3月7日に公開され、YouTubeで2億回再生と3億回再生をK-POPグループによる最初のミュージックビデオとなった。

## 収録アルバム
| 曲名           | 収録アルバム            | 備考                                           |
| -------------- | ----------------------- | ---------------------------------------------- |
| FANTASTIC BABY | ALIVE                   | BIGBANGの日本4thフルアルバム                   |
| FANTASTIC BABY | ALIVE -MONSTER EDITION- | BIGBANGの日本5thフルアルバム（リパッケージ版） |

| 曲名                     | 収録アルバム                  | 備考                                           |
| ------------------------ | ----------------------------- | ---------------------------------------------- |
| FANTASTIC BABY -KR Ver.- | ALIVE                         | BIGBANGの韓国6thミニアルバム                   |
| FANTASTIC BABY -KR Ver.- | Still Alive -SPECIAL EDITION- | BIGBANGの韓国6thミニアルバム（リパッケージ版） |